# Romanización McCune-Reischauer
La romanización McCune-Reischauer (en hangul, 매큔•라이샤워 표기법; romanización revisada, Maekyun Raisyaweo Pyogibeop; McCune-Reischauer, Maek'yun Raisyawǒ P'yogibǒp) es uno de los dos sistemas más utilizados de romanización del coreano, junto a la romanización revisada del coreano, que reemplazó a la McCune-Reischauer como sistema de romanización oficial de Corea del Sur en el año 2000. En Corea del Norte se utiliza una variante de McCune-Reischauer como sistema de romanización oficial. Este sistema fue creado en 1937 por los estadounidenses George McCune y Edwin Reischauer. 
Este sistema resulta bastante complicado de utilizar debido a la abundancia de breves y otros signos diacríticos. El principal inconveniente de estos caracteres es su dificultad a la hora de utilizarlos en el ámbito de la informática, y estas es una de las razones por la que las autoridades surcoreanas desarrollaron la romanización revisada que sólo utiliza caracteres alfabéticos. No obstante, la romanización McCune-Reischauer es mucho más natural para los hispanohablantes, debido a que refleja de una forma mucho más similar la pronunciación del hangul.

## Aspectos generales
El coreano no tiene distinción fonológica entre consonantes sonoras y sordas, pero sí existe distinción fonética. Las consonantes p'  (en hangul, ㅍ), k'  (en hangul, ㅋ), t'  (en hangul, ㅌ) y ch'  (en hangul, ㅊ) se distinguen con un apóstrofo de las no aspiradas b (en hangul, ㅂ), g (en hangul, ㄱ), d (en hangul, ㄷ) y j (en hangul, ㅈ), en contraposición con la romanización revisada, en la cual no se hace este tipo de distinción, lo que resulta bastante intuitivo para los occidentales. El apóstrofo también se utiliza para distinguir la transcripción de n (en hangul, ㄴ) y g (en hangul, ㄱ) y ng (en hangul, ᄋ), como en chan'gŭm (잔금?, jangeumRR) frente a changŭm (장음?, jang-eumRR).
El sistema McCune-Reischauer es criticado debido a que los usuarios casuales de este sistema de romanización suelen omitir el acento breve sobre la o en la transcripción de 어 (eoRR) y sobre la u para la transcripción de 으 (euRR), debido a que escribir o y u sin los breves es mucho más sencillo que añadirlos (sobre todo debido a que los teclados de ordenador comunes carecen de dicho acento). Esto puede producir confusiones, ya que una o puede provenir tanto de la romanización de 오 (oRR) como de 어 (eoRR), al igual que u puede corresponder a 우 (uRR) o a 으 (euRR). Los usuarios casuales o inexpertos también suelen omitir los apóstrofos que diferencian las consonantes aspiradas de las correspondientes consonantes no aspiradas, que también puede llevar a confusión.
Los defensores del sistema McCune-Reischauer, sin embargo, alegan que un usuario casual que no está familiarizado con el coreano puede aproximarse más fácilmente a la pronunciación correcta de los nombres o palabras coreanas incluso si se han omitido los acentos breves y los apóstrofos.
Estas frecuentes omisiones de dichos caracteres fueron la principal razón del gobierno surcoreano para adoptar el sistema de romanización revisada en el año 2000. Los detractores de este sistema alegan que no puede representar fielmente los sonidos 어 y 으 de una forma reconocible, y que representa incorrectamente las consonantes no aspiradas como si realmente fuesen pronunciadas.
Otra desventaja de este sistema es que debido a la frecuente aparición de signos diacríticos (acentos breves y apóstrofos), resulta complicado de utilizar en el ámbito informático y puede dar lugar a incompatibilidades o errores a la hora de mostrar los textos. De igual manera, resulta imposible de utilizar a la hora de registrar dominios de Internet, donde han de utilizarse únicamente caracteres ASCII planos.
A pesar de la adopción oficial del nuevo sistema de romanización revisada, muchos miembros de la comunidad de estudiantes coreana (tanto fuera como dentro de Corea del Sur) así como las convenciones geográficas y cartográficas internacionales, generalmente continúan usando el sistema McCune-Reischauer o la romanización Yale. Incluso dentro de Corea del Sur, el uso del nuevo sistema no está generalizado, igual que ocurrió con la variante surcoreana del sistema McCune-Reischauer que fue establecida como sistema oficial entre 1984/1988 y 2000.

## Guía de romanización
Esta es una guía simplificada del sistema McCune-oReischauer. Es muy útil para la transcripción de nombres, pero no sirve para transcribir muchas palabras coreanas debido a que varios de los caracteres Hangul utilizados en la escritura coreana varían su pronunciación dependiendo de su posición en la palabra. No obstante, a oídos de un hablante coreano, cada carácter hangul tiene únicamente una pronunciación, ya que para un hablante experimentado, la pronunciación de dichos caracteres se escoge automáticamente dependiendo de los sonidos entre los que se encuentra.

### Vocales
| Hangul       | ㅏ | ㅐ | ㅑ | ㅒ  | ㅓ | ㅔ | ㅕ | ㅖ | ㅗ | ㅘ | ㅙ  | ㅚ | ㅛ | ㅜ | ㅝ | ㅞ | ㅟ | ㅠ | ㅡ | ㅢ | ㅣ |
| Romanización | a  | ae | ya | yae | ŏ  | e* | yŏ | ye | o  | wa | wae | oe | yo | u  | wŏ | we | wi | yu | ŭ  | ŭi | i  |

- ㅔ se escribe ë después de ㅏ y ㅗ. Esto es para distinguir ㅐ (ae) de ㅏ에 (aë), y ㅚ (oe) de ㅗ에 (oë). Las combinaciones ㅏ에 (aë) y ㅗ에 (oë) ocurren muy raramente excepto en oraciones cuando un sustantivo es seguido por una posposición, como, por ejemplo, 회사에서 hoesaësŏ (en una compañía) y 차고에 ch'agoë (en un garaje).
- Los apellidos coreanos 이/리(李) y 이(異) se transcriben como Yi no I[1] (por ejemplo 이순신 como Yi Sunsin)

### Consonantes
| Hangul       | Hangul  | ㄱ | ㄲ | ㄴ | ㄷ | ㄸ | ㄹ | ㅁ | ㅂ | ㅃ | ㅅ | ㅆ | ㅇ | ㅈ | ㅉ  | ㅊ  | ㅋ | ㅌ | ㅍ | ㅎ |
| Romanización | Inicial | k  | kk | n  | t  | tt | r  | m  | p  | pp | s  | ss | –  | ch | tch | ch' | k' | t' | p' | h  |
| Romanización | Final   | k  | k  | n  | t  | –  | l  | m  | p  | –  | t  | t  | ng | t  | –   | t   | k  | t  | p  | –  |

- Los dígrafos de consonantes (ㄳ, ㄵ, ㄶ, ㄺ, ㄻ, ㄼ, ㄽ, ㄾ, ㄿ, ㅀ, ㅄ) existen sólo como finales y se transcriben por su pronunciación real.

|                  |       | Consonante inicial de la siguiente sílaba | Consonante inicial de la siguiente sílaba | Consonante inicial de la siguiente sílaba | Consonante inicial de la siguiente sílaba | Consonante inicial de la siguiente sílaba | Consonante inicial de la siguiente sílaba | Consonante inicial de la siguiente sílaba | Consonante inicial de la siguiente sílaba | Consonante inicial de la siguiente sílaba | Consonante inicial de la siguiente sílaba | Consonante inicial de la siguiente sílaba | Consonante inicial de la siguiente sílaba | Consonante inicial de la siguiente sílaba | Consonante inicial de la siguiente sílaba |
| ㅇ1              | ㄱ k  | ㄴ n                                      | ㄷ t                                      | ㄹ (r)                                    | ㅁ m                                      | ㅂ p                                      | ㅅ2 s                                     | ㅈ ch                                     | ㅊ ch'                                    | ㅋ k'                                     | ㅌ t'                                     | ㅍ p'                                     | ㅎ h                                      |                                           |                                           |
| ---------------- | ----- | ----------------------------------------- | ----------------------------------------- | ----------------------------------------- | ----------------------------------------- | ----------------------------------------- | ----------------------------------------- | ----------------------------------------- | ----------------------------------------- | ----------------------------------------- | ----------------------------------------- | ----------------------------------------- | ----------------------------------------- | ----------------------------------------- | ----------------------------------------- |
| Consonante final | ㄱ k  | g                                         | kk                                        | ngn                                       | kt                                        | ngn(S)/ngr(N)                             | ngm                                       | kp                                        | ks                                        | kch                                       | kch'                                      | kk'                                       | kt'                                       | kp'                                       | kh                                        |
| Consonante final | ㄴ n  | n                                         | n'g                                       | nn                                        | nd                                        | ll/nn                                     | nm                                        | nb                                        | ns                                        | nj                                        | nch'                                      | nk'                                       | nt'                                       | np'                                       | nh                                        |
| Consonante final | ㄷ t  | d                                         | tk                                        | nn                                        | tt                                        | nn(S)/ll(N)                               | nm                                        | tp                                        | ss                                        | tch                                       | tch'                                      | tk'                                       | tt'                                       | tp'                                       | th                                        |
| Consonante final | ㄹ l  | r                                         | lg                                        | ll/nn                                     | ld3                                       | ll                                        | lm                                        | lb                                        | ls                                        | lj3                                       | lch'                                      | lk'                                       | lt'                                       | lp'                                       | rh                                        |
| Consonante final | ㅁ m  | m                                         | mg                                        | mn                                        | md                                        | mn(S)/mr(N)                               | mm                                        | mb                                        | ms                                        | mj                                        | mch'                                      | mk'                                       | mt'                                       | mp'                                       | mh                                        |
| Consonante final | ㅂ p  | b                                         | pk                                        | mn                                        | pt                                        | mn(S)/mr(N)                               | mm                                        | pp                                        | ps                                        | pch                                       | pch'                                      | pk'                                       | pt'                                       | pp'                                       | ph                                        |
| Consonante final | ㅇ ng | ng                                        | ngg                                       | ngn                                       | ngd                                       | ngn(S)/ngr(N)                             | ngm                                       | ngb                                       | ngs                                       | ngj                                       | ngch'                                     | ngk'                                      | ngt'                                      | ngp'                                      | ngh                                       |

1. ㅇ es una consonante inicial antes de una vocal para indicar la ausencia de sonido.
2. 쉬 se romaniza shwi.
3. En palabras sino-coreanas, lt and lch respectivamente.

Para ㄱ, ㄷ, ㅂ, y ㅈ, las letras g, d, b, o j se utilizan si se expresan, k, t, p, o ch en caso contrario. Las pronunciaciones como las que aparecen tienen prioridad sobre las reglas de la tabla anterior.

### Ejemplos
- Consonantes sordas / sonoras
  - 가구 kagu
  - 등대 tŭngdae
  - 반복 panbok
  - 주장 chujang
- La consonante inicial ㅇ no se tiene en cuenta en la romanización, ya que sólo se usa para indicar la ausencia de sonido.
  - 국어 (pronunciado 구거) kugŏ (no kukŏ)
  - 믿음 (pronunciado 미듬) midŭm (no mitŭm)
  - 법인 (pronunciado 버빈) pŏbin (no pŏpin)
  - 필요 (pronunciado 피료) p'iryo (no p'ilyo)
- r vs. l
  - r
    - Entre dos vocales: 가로 karo, 필요 p'iryo
    - Antes de la inicial ㅎ h: 발해 Parhae, 실험 sirhŏm

  - l
    - Antes de una consonante (excepto antes de la inicial ㅎ h), o al final de una palabra: 날개 nalgae, 구별 kubyŏl, 결말 kyŏlmal
    - ㄹㄹ se escribe ll: 빨리 ppalli, 저절로 chŏjŏllo
- Asimilaciones consonantes
  - 연락 (pronunciado 열락) yŏllak
  - 독립 (pronunciado 동닙) tongnip
  - 법률 (pronunciado 범뉼) pŏmnyul
  - 않다 (pronunciado 안타) ant'a
  - 맞히다 (pronunciado 마치다) mach'ida
- Palatalizaciones
  - 미닫이 (pronunciado 미다지) midaji
  - 같이 (pronunciado 가치) kach'i
  - 굳히다 (pronunciado 구치다) kuch'ida

#### Excepciones que no siguen exactamente la pronunciación
- Las secuencias -ㄱㅎ-, -ㄷㅎ- (sólo cuando no se produce palatalización)/-ㅅㅎ-, -ㅂㅎ- se escriben kh, th, ph respectivamente, aunque se pronuncian igual que ㅋ (k'), ㅌ (t'), ㅍ (p').
  - 속히 sokhi (pronunciado 소키)
  - 못하다 mothada (pronunciado 모타다)
  - 곱하기 kophagi (pronunciado 고파기)
- Cuando una consonante simple (ㄱ, ㄷ, ㅂ, ㅅ, o ㅈ) se convierte en una consonante tensa (ㄲ, ㄸ, ㅃ, ㅆ, o ㅉ) en el medio de una palabra, se escribe k, t, p, s, o ch respectivamente, aunque se pronuncia igual que ㄲ (kk), ㄸ (tt), ㅃ (pp), ㅆ (ss), o ㅉ (tch).
  - 태권도 (pronunciado 태꿘도) t'aekwŏndo
  - 손등 (pronunciado 손뜽) sontŭng
  - 문법 (pronunciado 문뻡) munpŏp
  - 국수 (pronunciado 국쑤) kuksu
  - 한자 (漢字, pronunciado 한짜) hancha

## Variante norcoreana
En la variante norcoreana de la McCune-Reischauer, las consonantes aspiradas no se representan por un apóstrofo sino añadiendo una "h". Por ejemplo, 평안 se transcribe como Phyongan, mientras que con el sistema original debería transcribirse como P'yŏngan.

## Variante surcoreana
En la variante surcoreana, que fue establecido como sistema de romanización oficial de 1984 a 2000, 시 se transcribe como shi mientras que por el sistema original sería si. Asimismo, otros sonidos como 샤, 셔 y algunos más, donde la pronunciación del carácter ㅅ es más cercana a sh que a s, se romanizan como sh en lugar de como s.  El sistema original emplea sh solo en la combinación 쉬, como shwi.
ㅝ se transcribe como wo en lugar de como wŏ. Debido a que el diptongo w (ㅗ o ㅜ como semivocales) seguido de o (ㅗ) no existe en la fonética coreana, el gobierno surcoreano omitió el símbolo diacrítico en wŏ.
Se utilizan guiones para distinguir entre ᆫᄀ (carácter n y carácter g respectivamente) y ᄋ (carácter pronunciado como ng si va al final de la sílaba) en lugar de apóstrofos como en el sistema original. Los apóstrofos en esta variante solo se utilizan para marcar sonidos aspirados.
La aspiración marcada por un carácter ㅎ (h aspirada) inicial se indica con un apóstrofo. ej: 직할시 (直轄市) se escribe chik'alshi, mientras que utilizando el sistema original sería chikhalsi.